# Aerials (película)
Aerials es una película de ciencia ficción de los Emiratos Árabes Unidos de 2016, ambientada en la ciudad de Dubái. Dirigida por S.A.Zaidi y producida por Ghanem Ghubash, es considerada la primera película de ciencia ficción en el Medio Oriente que retrata una invasión extraterrestre sobre la ciudad de Dubái.

## Sinopsis
La Tierra es invadida por extraterrestres del espacio exterior. Una pareja casada que vive en la ciudad de Dubái está confinada a su hogar debido a la incertidumbre de la situación. Desconectados del mundo exterior debido a la pérdida de comunicación, exploran sus diferencias culturales en la ciencia para comprender la razón detrás de los extraterrestres que llegan al planeta; solo para verse atrapados entre una serie de encuentros extraterrestres en su propia casa.

## Reparto
- Saga Alyasery como Omar.
- Ana Druzhynina como la mujer de Omar.
- Mansoor Alfeeli como Marwan.
- Mohammad Abu Diak como Hombre en coche.
- Pascale Matar como Sara.
- Luke Coutts como el Chico del seguro.
- Abeer Mohammed como el Presentador de noticias árabe.
- Tamara Ljubibratic como el Presentador de noticias 1.
- Derrik Sweeney como el Presentador de noticias 2.

## Estreno
El tráiler oficial de la película se lanzó en Middle East Film y Comic Con Dubai, y IGN Middle East Abu Dhabi. La película se lanzó en los cines de los Emiratos Árabes Unidos el 16 de junio de 2016.